# El joven Lincoln
El joven Lincoln (título original: Young Mr. Lincoln) es una película estadounidense de 1939 dirigida por John Ford y protagonizada por Henry Fonda, Alice Brady, Marjorie Weaver.
La película es una biografía filmada de Abraham Lincoln durante sus años de juventud, uno de los hombres considerados en Estados Unidos como Padre de la Patria. Entonces ejercía la abogacía en una pequeña capital de provincia, muchos años antes de convertirse en presidente de la nación y cambiar para siempre el destino de los Estados Unidos.

## Argumento
Es el año 1832. El joven Abraham Lincoln tiene 23 años y trabaja en una pequeña tienda de New Salem, un pueblo tranquilo de Illinois. Empieza a devorar libros y a estudiar Derecho de forma autodidacta. Poco a poco se da cuenta de que su talento de comunicador y su elocuencia le permitirán seguir en esta vía. Desgraciadamente, la mujer a la que ama muere durante el invierno.
Lincoln entonces decide irse a Springfield para abrir un gabinete de abogados. Es entonces cuando empieza su ascensión hacia las cimas del Estado.

## Reparto
| Actor            | Personaje            |
| ---------------- | -------------------- |
| Henry Fonda      | Abraham Lincoln      |
| Alice Brady      | Abigail Clay         |
| Marjorie Weaver  | Mary Todd            |
| Arleen Whelan    | Sarah Clay           |
| Eddie Collins    | Efe Turner           |
| Pauline Moore    | Ann Rutledge         |
| Richard Cromwell | Matt Clay            |
| Donald Meek      | Fiscal John Felder   |
| Judith Dickens   | Carrie Sue           |
| Eddie Quillan    | Adam Clay            |
| Spencer Charters | Juez Herbert A. Bell |
| Ward Bond        | John Palmer Cass     |

## Producción
Ya en 1935 se decidió hacer un guion respecto a esta película y ya entonces se decidió a que Henry Fonda fuese el protagonista de ella. Para ello se contrató a Howard Estabrook para hacerlo, el cual estudió la vida de Abraham Lincoln durante meses para hacerla. Aun así se decidió, cuando el guion fue hecho, de no hacerla.
Eso cambió, cuando la obra teatral Abe Lincoln en Illinois tuvo éxito. Eso impulsó al escritor Lamar Trotti a llamar la atención de Darryl F. Zanuck sobre el guion de Estabrook. Zanuck entonces aprobó hacer la película e instruyó a Trotti a utilizar el guion como base para concentrarse sobre todo en los tiempos de Lincoln, cuando era especialmente joven, cosa que hizo.
Al principio se pensó en Irving Cummings para hacer la película, pero al final John Ford recibió esa tarea y una vez que se arreglase el problema del reparto y haber podido conseguir un presupuesto de 1,5 millones de dólares para hacerla, se empezó el rodaje.
Se rodó entre principios de marzo y mediados de abril de 1939 y se filmó para ello en Sacramento, que está situado en el estado estadounidense de California. Durante la filmación John Ford se concentró en dos de los momentos claves de la juventud de Lincoln,  cuando valientemente impidió un linchamiento injusto, y su competente defensa en el juicio de un inocente acusado de asesinato, la cual fue filmada de acuerdo con las reglas del emergente cine judicial.

## Recepción
Como resultado de que el director supo filmar el filme con gran suspense, esta película de cine judicial fue luego imitado correspondientemente en su forma de hacer en numerosos largometrajes posteriores. Más tarde incluso se puso la película como una de las diez mejores de ese año.
Hoy en día la película ha sido valorada en portales cinematográficos y por los críticos profesionales. En IMDb, por ejemplo, con aproximadamente 9400 votos registrados, el filme obtiene una media ponderada de 7,5 sobre 10. En cuanto a Rotten Tomatoes, los más de 1000 votos registrados allí le dieron una valoración media de 3,9 de 5, mientras que los 23 críticos profesionales registrados en el portal le dieron una valoración media de 8,6 de 10. También cabe destacar, que en La Vanguardia el 73 % de los usuarios registrados en ese periódico le dan una valoración positiva.

## Premios

### Óscar
| Año  | Categoría       | Persona      | Resultado |
| ---- | --------------- | ------------ | --------- |
| 1940 | Mejor argumento | Lamar Trotti | Nominado  |

### Otros premios
- Premios National Board of Review: 2 Premios (Mejor película entre diez y Mejor actor (Peter Fonda))
- Premios New York Film Critics Circle: Una Nominación como mejor actor (Peter Fonda)
- National Film Registration: Ganador (2003)